# UCI ProTour Ploegentijdrit 2006
De 2e editie van de UCI ProTour Ploegentijdrit werd gehouden op 18 juni 2006 in en rond Eindhoven, Nederland.
De tweede editie werd gewonnen door Team CSC dat een tijd klokte van 52:28. Discovery Channel eindigde als tweede en de winnaar van vorig jaar, het Duitse Gerolsteiner, werd derde.

## Uitslag
| #  | ploeg                              | land             | tijd    |
| -- | ---------------------------------- | ---------------- | ------- |
| 1  | Team CSC                           | Denemarken       | 52:28   |
| 2  | Discovery Channel Pro Cycling Team | Verenigde Staten | op 0:42 |
| 3  | Team Gerolsteiner                  | Duitsland        | 0:55    |
| 4  | Phonak Hearing Systems             | Zwitserland      | 1:25    |
| 5  | Davitamon - Lotto                  | België           | 1:31    |
| 6  | Rabobank                           | Nederland        | 1:34    |
| 7  | Liquigas                           | Italië           | 1:56    |
| 8  | T-Mobile Team                      | Duitsland        | 2:09    |
| 9  | Cofidis, Le Crédit par Téléphone   | Frankrijk        | 2:18    |
| 10 | AG2R Prévoyance                    | Frankrijk        | 2:24    |
| 11 | Bouygues Télécom                   | Frankrijk        | 2:27    |
| 12 | Caisse d'Epargne - Illes Balears   | Spanje           | 2:29    |
| 13 | Crédit Agricole                    | Frankrijk        | 2:31    |
| 14 | Astana - Würth                     | Kazachstan       | 2:35    |
| 15 | La Française des Jeux              | Frankrijk        | 2:38    |
| 16 | Quick·Step - Innergetic            | België           | 2:38    |
| 17 | Unibet.com                         | België           | 2:42    |
| 18 | Team Milram                        | Italië           | 2:53    |
| 19 | Lampre - Fondital                  | Italië           | 2:56    |
| 20 | Skil - Shimano                     | Nederland        | 3:31    |
| 21 | Saunier Duval - Proder             | Spanje           | 3:34    |
| 22 | Euskaltel - Euskadi                | Spanje           | 6:51    |

## Winnende ploeg
| naam             | nationaliteit    | geb. datum (leeft.) |
| ---------------- | ---------------- | ------------------- |
| Lars Bak         | Denemarken       | 16-01-1980 (26)     |
| Michael Blaudzun | Denemarken       | 30-04-1973 (33)     |
| Bobby Julich     | Verenigde Staten | 18-11-1971 (34)     |
| Stuart O'Grady   | Australië        | 06-08-1973 (32)     |
| Christian Müller | Duitsland        | 01-03-1982 (24)     |
| Brian Vandborg   | Denemarken       | 12-04-1981 (25)     |
| Jens Voigt       | Duitsland        | 17-09-1971 (34)     |
| David Zabriskie  | Verenigde Staten | 12-01-1979 (27)     |